# Меєр Ланськи (фільм)
«Меєр Ланськи» (англ. Lansky) — американський біографічний фільм про знаменитого гангстера Меєра Ланськи, сценарист і режисер Ейтан Рокуей. У головних ролях — Харві Кейтель, Сем Вортінгтон, Анна Софія Робб, Джекі Круз, Джон Магаро, Девід Кейд, Девід Джеймс Елліотт, Алон Абутбул та Мінка Келлі.
Прем'єра фільму відбулася 25 червня 2021.

## Сюжет
Старший мафіозі Меєр Ланськи доручає журналісту Девіду Стоуну написати про нього книгу, але вона має бути опублікована лише після його смерті. Ланськи та Стоун регулярно зустрічаються в закусочній, де колишній гангстер розповідає про своє життя, яке показано у флешбеках. Стоун живе в мотелі і час від часу розмовляє телефоном зі своєю колишньою дружиною та їхніми дітьми. У мотелі він зустрічає Морін, потім вони стають коханцями, але з'ясовується, що її підставило ФБР, щоб скопіювати його записи на Меєра Ланськи. Стоун дізнається про це, після чого залишає мотель.
Ланськи розповідає про своє становлення як гангстера, на Стоуна чинить тиск ФБР, щоб з'ясувати, куди Ланськи поклав свій передбачуваний статок у 300 мільйонів доларів. Ланськи знає, хоча Стоун йому не казав, що Стоун спілкувався з ФБР, але це, схоже, не має для нього значення, під час останньої зустрічі між ними вони відвідують сина Ланськи, який з народження був фізично неповноцінним і, будучи дорослим, змушений користуватися штучною вентиляцією легень.

## У ролях
- Харві Кейтель — Меєр Ланськи
  - Джон Магаро — молодий Меєр Ланськи
- Сем Вортінгтон — Девід Стоун
- Анна Софія Робб — Анна Ланськи
- Джекі Круз — Дафні
- Девід Кейд — Багсі Сігел
- Девід Джеймс Елліотт — Френк Ріверс
- Алон Абутбул — Йорам Алрой
- Мінка Келлі — Морін
- Шейн МакРей — Чарлі Лучано
- Джеймс Мозес Блек — Р. Дж. Кемпбелл
- Клаудіо Белланте — Джо Бонанно[2]

## Виробництво
У травні 2019 року було оголошено, що Гарві Кейтель, Сем Вортінгтон, Еморі Коен та Остін Стовелл приєдналися до акторського складу фільму, а Александра Даддаріо та Тоні Данза ведуть переговори про приєднатися до фільму Ейтана Рокуей, сценарій, якого він написав. У лютому 2020 року було оголошено, що Анна-Софія Робб Анна-Софія Робб, Джекі Круз, Джон Магаро, Девід Кейд, Девід Джеймс Елліотт, Алон Абутбул та Мінка Келлі приєдналися до акторського складу фільму, а Коен, Стоуелл, Даддаріо та Данза вибули з проєкту.
Зйомки розпочалися в лютому 2020 року.

## Реліз
У травні 2021 року компанія Vertical Entertainment придбала дистриб'юторські права на фільм і запланувала його кінотеатральний та VOD-реліз на 25 червня 2021 року.

## Критика
На сайті Rotten Tomatoes фільм має рейтинг 62 % заснований на 45 відгуках, із середньою оцінкою 6,80/10.